# Meerssenhoven
Meerssenhoven is een spaarzaam bewoond gebied in het noordoosten van de Nederlandse stad Maastricht. Het is een van de 44 officiële buurten van de gemeente Maastricht met slechts circa 30 inwoners.

## Ligging
Aan de zuidkant van Meerssenhoven ligt het industrieterrein Beatrixhaven. In het westen grenst de buurt aan het Julianakanaal, in het noorden en noordoosten aan de gemeente Meerssen. In het noordwesten vormt het riviertje de Geul de grens met Meerssen; in het noordoosten is dat de A2. De spoorlijn Aken - Maastricht in het oosten vormt de grens met de buurt Nazareth. Van 1853-1935 bevond zich ter hoogte van Kasteel Vaeshartelt een klein treinstation (Station Vaeshartelt).

## Beschrijving
Als woongebied heeft Meerssenhoven nauwelijks betekenis. De buurt behoort tot het Buitengoed Geul & Maas (voorheen Landgoederenzone Maastricht-Meerssen). Binnen Meerssenhoven liggen onder andere het Kasteel Meerssenhoven, het Kasteel Vaeshartelt en de Villa Klein Vaeshartelt. Deze laatste werd in opdracht van een Maastrichtse papierfabrikant gebouwd in 1857, mogelijk naar een ontwerp van de Akense architect Wilhelm Wickop. In 1861 kocht Petrus I Regout de villa en liet deze door Wickop in een decoratieve stijl verbouwen. Eind 19e eeuw was het in bezit van de familie Lhoëst.

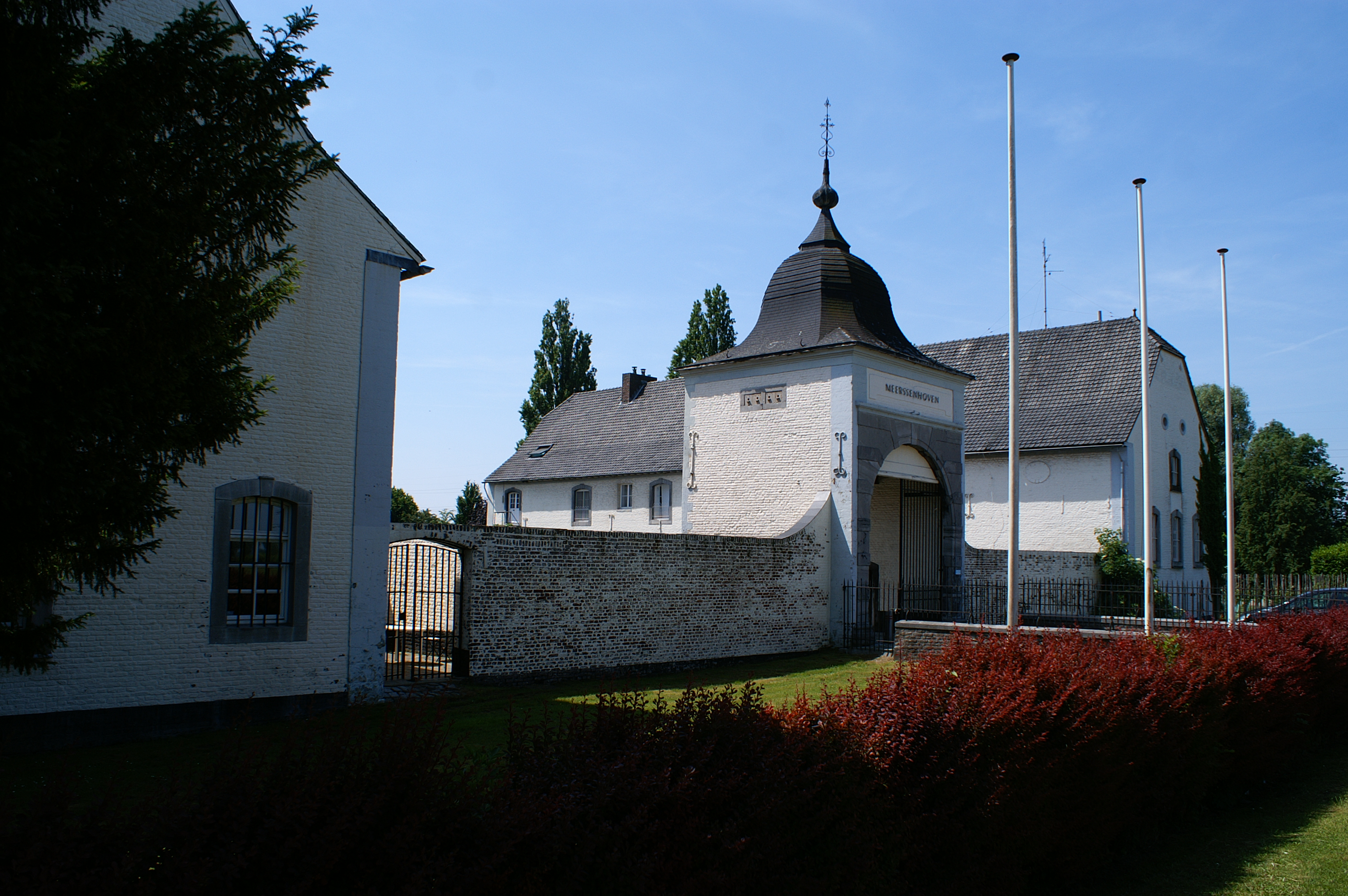
Kasteel Meerssenhoven
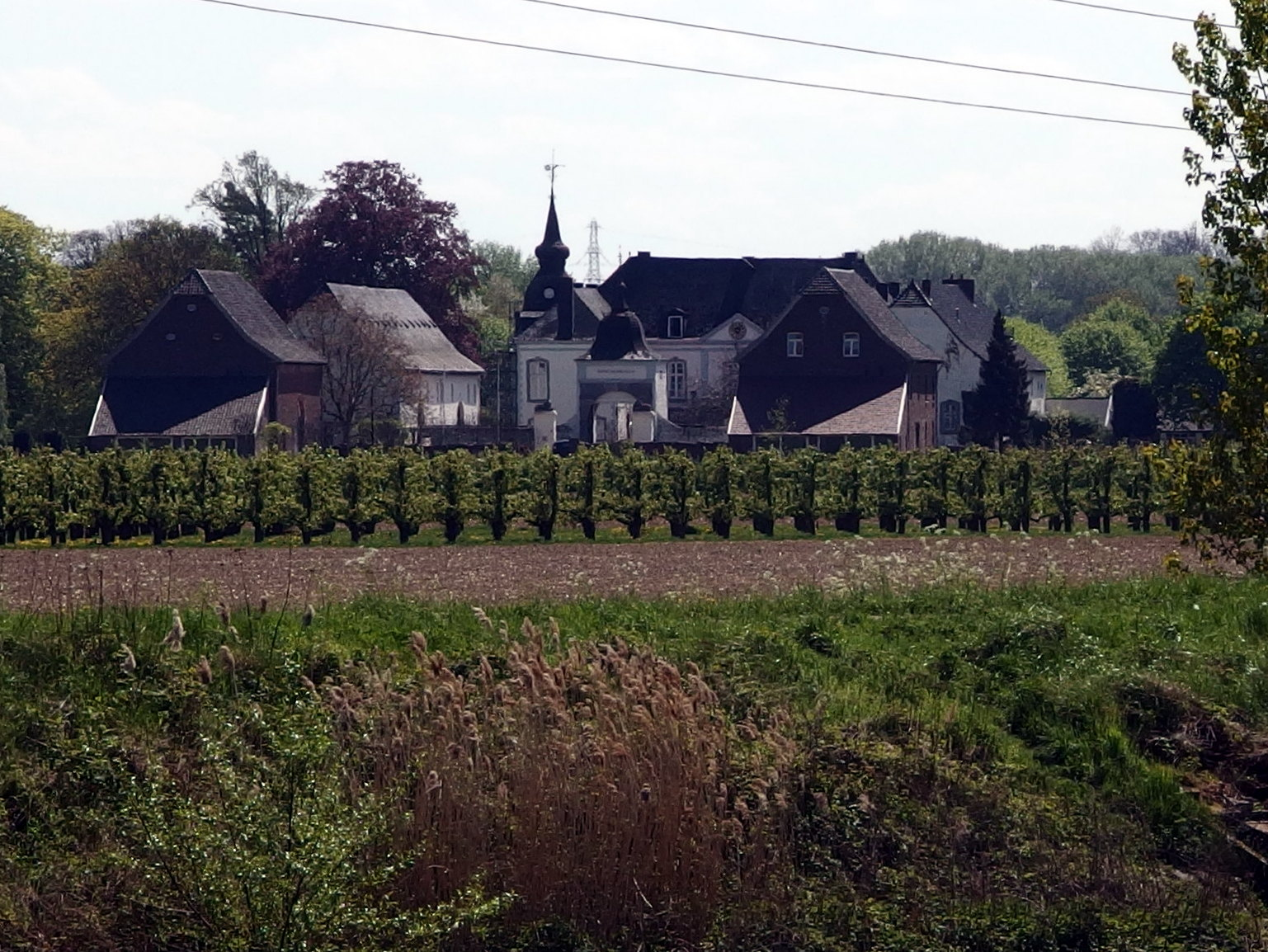
Laagstamfruitbomen bij Meerssenhoven
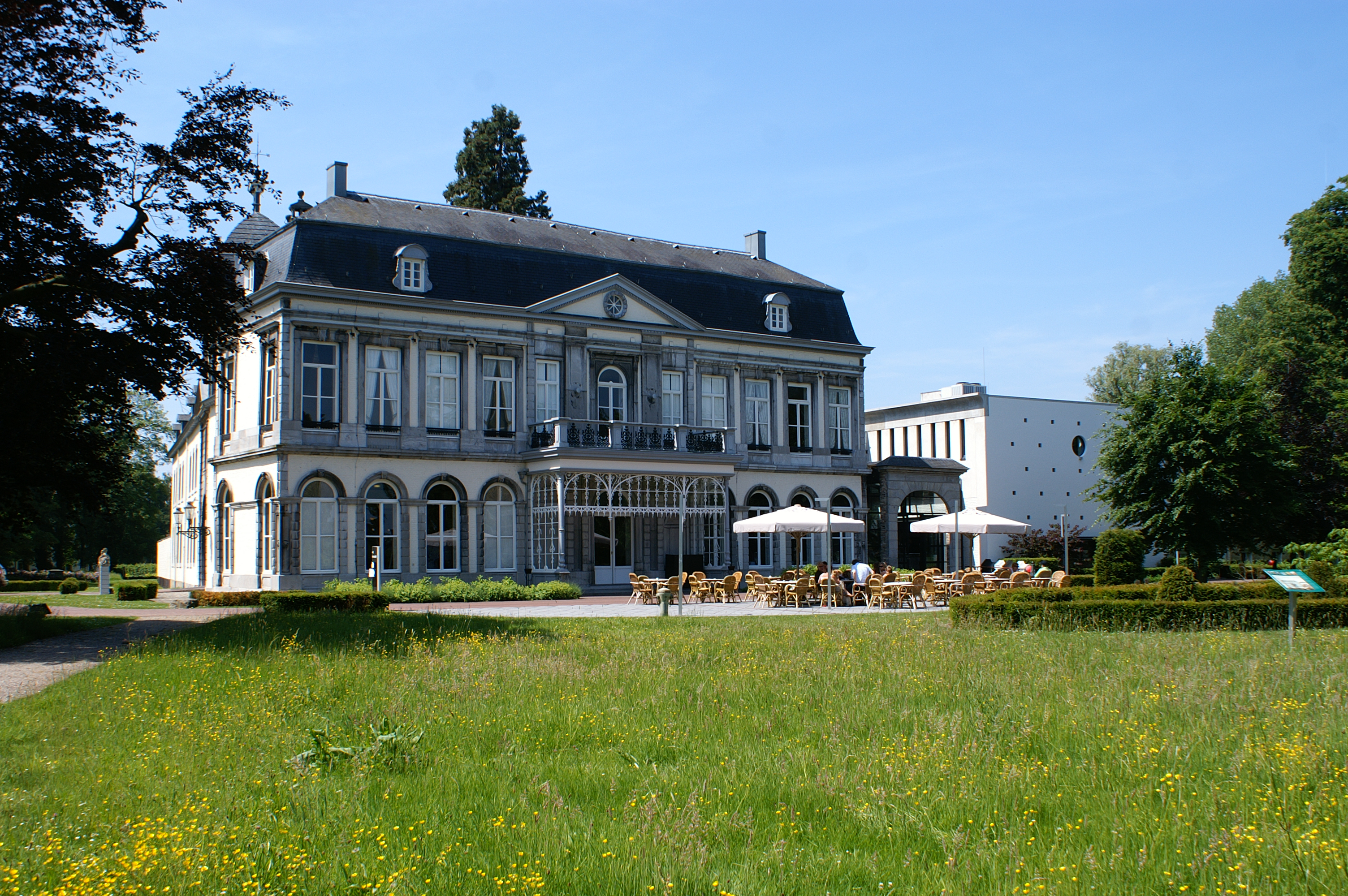
Kasteel Vaeshartelt
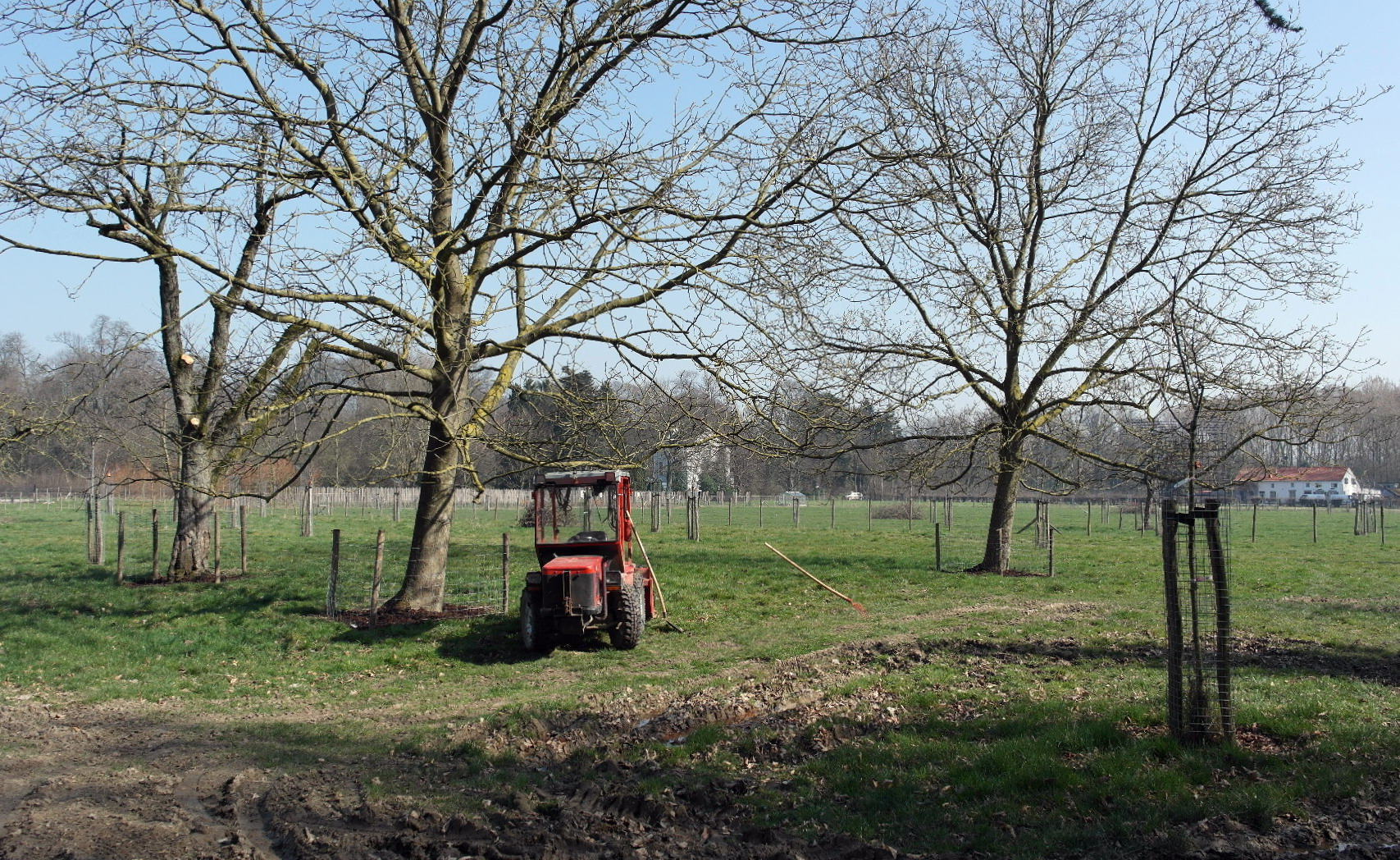
Hoogstamboomgaard bij Vaeshartelt